# 天蛛地滅
《天蛛地滅》是一部2000年上映的美國科幻恐怖電影，由千禧年影業發行；蓋瑞·瓊斯執導，拉娜·帕瑞拉、奥利佛·麦克瑞迪主演。
續集《天蛛地滅2》（Spiders II: Breeding Ground）於2001年上映。

## 劇情
美國政府為了研製生化武器——巨型蜘蛛「母鎖」，而將外星人的DNA和蜘蛛混合，並發射「聯邦號」航天飛機以便在外太空進行實驗（因外太空的失重空間與外星人家園類似）。不料過程中發生太陽風暴，致使航天飛機墜向地球。
同時，在洛杉磯哈姆敦大學報紙擔任記者的女大學生瑪西·埃爾因聽信一對自稱為「外星人」的男女所言，而與另外兩名同事傑克與斯里克前往調查「外星人的著陸地點」，卻不巧見識到了航天飛機墜毀；唯一倖存的太空人已被變異蜘蛛在其體內產下了卵。休斯頓太空中心官員約翰·墨菲隨其上司一同來到現場，將太空人送至附近的軍事基地；瑪西等三人一路尾隨進入，驚見一隻變異蜘蛛從太空人口中冒出，並殺死現場兩名醫師。很快蜘蛛在基地內迅速長大，並產下一些卵。基地軍人紛紛被殺，瑪西的兩名同事也先後死去，瑪西決心要揭開政府的陰謀。
瑪西在基地中救下遭蜘蛛襲擊的約翰，但約翰的上司卻堅決要殺瑪西以滅口，隨即一隻大蜘蛛前來困住約翰的上司，瑪西與約翰伺機逃走，並在逃出基地前殺死了所有變異蜘蛛。他們來到大學報社，但發現未死的上司已先一步到達將主編槍殺，隨即一隻大蜘蛛從上司體內爆出來。該大蜘蛛於洛杉磯街頭製造了混亂，警方的火力對牠是毫髮無傷，大蜘蛛爬上了市政廳準備產卵。瑪西與約翰開著直升機一路追蹤，最終以火箭炮將大蜘蛛殲滅。

## 演員
- 拉娜·帕瑞拉 飾 瑪西·埃爾；大學生女記者。
- Josh Green 飾 約翰·墨菲；政府官員，對其上司冷酷無情的作為十分不滿
- 尼克·斯沃茨 飾 傑克；記者
- 奥利佛·麦克瑞迪 飾 斯里克；記者
- 馬克·菲蘭 飾 Agent Gray[1]

## 外部連結
- 互联网电影数据库（IMDb）上《天蛛地滅》的资料（英文）
- 爛番茄上《天蛛地滅（页面存档备份，存于）》的資料
- 開眼電影網上《天蛛地滅 （页面存档备份，存于）》的資料
- 時光網上《天蛛地滅》的資料
- 豆瓣電影上《天蛛地滅（页面存档备份，存于）》的資料